# Ludwig Knorr
Ludwig Knorr (2 de diciembre de 1859 - 4 de junio de 1921) fue un químico alemán. Junto con Carl Paal, descubrió la síntesis de Paal-Knorr. Las síntesis de quinolinas de Knorr y la síntesis de pirroles de Knorr también llevan su nombre. La síntesis en 1883 del fármaco analgésico antipirina, ahora llamada fenazona, fue un éxito comercial. La antipirina fue la primera droga sintética y la más utilizada hasta que fue reemplazada por la aspirina a principios del siglo XX. 

## Biografía
Ludwig Knorr nació en la familia de comerciantes adinerados en 1859. Creció en la sede de la empresa Sabbadini-Knorr, ubicada en Kaufingerstraße, en el centro de Múnich, y en la casa familiar cerca del lago Starnberg. Después de la temprana muerte de su padre, la educación de él y sus cuatro hermanos quedó en manos de su madre. En 1878, Knorr recibió su Abitur y comenzó a estudiar química en la Universidad de Múnich.
Al principio, estudió con Jacob Volhard; luego, después de que Volhard se fuera a la Universidad de Erlangen, Hermann Emil Fischer se convirtió en su tutor. En el verano de 1880, Knorr trabajó con Robert Wilhelm Bunsen en la Universidad de Heidelberg y luego asistió a Adolf von Baeyer en Múnich. Cuando Emil Fischer se convirtió en profesor en la Universidad de Erlangen, le pidió a Knorr que lo siguiera.